# HD96135
HD96135 — хімічно пекулярна зоря спектрального класу A3, що має видиму зоряну величину в смузі V приблизно  7,9.
Вона  розташована на відстані близько 1244,9 світлових років від Сонця.